# Gesetz über die Landesvermessung und das Liegenschaftskataster (Schleswig-Holstein)
Das Gesetz über die Landesvermessung und das Liegenschaftskataster, kurz Vermessungs- und Katastergesetz – VermKatG, ist ein Landesgesetz in Schleswig-Holstein. Die Neufassung stammt 12. Mai 2004 (GVOBl. 2004, 128).
Unter anderem regelt es in § 2 die Zuständigkeit für die Landesvermessung: „Oberste Vermessungs- und Katasterbehörde ist das Ministerium für Inneres und Bundesangelegenheiten. Obere Vermessungs- und Katasterbehörde ist das Landesamt für Vermessung und Geoinformation Schleswig-Holstein als Landesoberbehörde.“